# 61ns Premis Grammy
La cerimònia de lliurament del 61è lliurament dels premis Grammy anuals se celebrarà el 10 de febrer de 2019 a Staples Center, Los Angeles. La entrega de premis reconeixerà les millors composicions i artistes de l'any elegible d'aquesta edició (entre l'1 d'octubre de 2017 i el 30 de setembre de 2018).
Les nominacions van ser anunciades el 7 de desembre de 2018. Entre les cançons que han rebut més nominacions destaca "Shallow" de Lady Gaga i Bradley Cooper, cançó que forma part de la banda sonora del film protagonitzat per ambdós artistes "A Star Is Born". Aquesta peça ha estat reconeguda amb quatre nominacions (que inclouen les prestigioses categories "cançó de l'any" i "gravació de l'any") i, sumades a "Joanne (Piano Version)", sumen un total de cinc nominacions per a Lady Gaga. "All The Stars" de Kendrick Lamar & SZA també ha obtingut quatre nominacions que formen part d'un total de vuit nominacions per a Kendrick Lamar, el cantant més nominat d'aquesta edició, seguit per Drake (7).

## Categories generals

### Gravació de l'any
| Guanyadors/Guanyadores | Nominats/Nominades |
| ---------------------- | --- |
|                        | - «Shallow» – Lady Gaga & Bradley Cooper - «I Like It» – Cardi B, Bad Bunny & J Balvin - «The Joke» – Brandi Carlile - «This Is America» – Childish Gambino - «God's Plan» – Drake - «All The Stars» – Kendrick Lamar & SZA - «Rockstar» – Post Malone ft. 21 Savage - «The Middle» – Zedd ft. Maren Morris & Grey |

### Àlbum de l'any
| Guanyadors/Guanyadores | Nominats/Nominades |
| ---------------------- | --- |
|                        | - Invasion of Privacy – Cardi B - Scorpion – Drake - H.E.R. – H.E.R. - Beerbongs & Bentleys - Post Malone - Dirty Computer - Janelle Monáe - Golden Hour - Kacey Musgraves - Black Panther: The Album - Kendrick Lamar + Varios artistas |

### Cançó de l'any
| Guanyadors/Guanyadores | Nominats/Nominades |
| ---------------------- | --- |
|                        | - «Shallow» - Lady Gaga, Mark Ronson, Anthony Rossomando & Andrew Wyatt, compositors (Lady Gaga & Bradley Cooper) «All The Stars» - Kendrick Duckworth, Solána Rowe, Al Shuckburgh, Mark Spears & Anthony Tiffith, compositors (Kendrick Lamar & SZA) - «Boo'd Up» - Larrance Dopson, Joelle James, Ella Mai & Dijon McFarlane, compositors (Ella Mai) - «God´s Plan» - Aubrey Graham, Daveon Jackson, Brock Korsan, Ron LaTour, Mathhew Samuels & Noah Shebib, compositors (Drake) - «In My Blood» - Teddy Geiger, Scott Harris, Shawn Mendes & Geoffrey Warburton, compositors (Shawn Mendes) - «The Joke» - Brandi Carlile, Dave Cobb, Phil Hanseroth & Tim Hanseroth, compositors (Brandi Carlile) - «The Middle» - Sarah Aarons, Jordan K. Johnson, Stefan Johnson, Marcus Lomax, Kyle Trewartha, Michael Trewartha & Anton Zaslavski, compositors (Zedd ft. Maren Morris & Grey) - «This Is America» - Donald Grover & Ludwig Goransson, compositors (Childish Gambino) |

### Millor artista nou
| Guanyador/Guanyadora | Nominats/Nominades                                                                                          |
| -------------------- | --- |
|                      | - Chloe x Halle - Luke Combs - Greta Van Fleet - H.E.R. - Dua Lipa - Margo Price - Bebe Rexha - Jorja Smith |

## Categories específiques

### Pop
Millor interpretació pop vocal solista
| Guanyadors/Guanyadores | Nominats/Nominades |
| ---------------------- | --- |
|                        | - «Joanne (Where Do You Think You're Goin'?)» - Lady Gaga - «Colors» - Beck - «Havana (Live)» - Camila Cabello - «God Is a Woman» - Ariana Grande - «Better Now» - Post Malone |

Millor interpretació pop vocal duet o grup
| Guanyadors/Guanyadores | Nominats/Nominades |
| ---------------------- | --- |
|                        | - «Shallow» - Lady Gaga & Bradley Cooper - «Fall in Line» - Christina Aguilera ft. Demi Lovato - «Don´t Go Breaking My Heart» - Backstreet Boys - «'S Wonderful» - Tony Bennett & Diana Kral - «Girls Like You» - Maroon 5 ft. Cardi B - «Say Something» - Justin Timberlake ft. Chris Stapleton - «The Middle» - Zedd ft. Maren Morris & Grey |

Millor àlbum de pop vocal tradicional
| Guanyadors/Guanyadores | Nominats/Nominades |
| ---------------------- | --- |
|                        | - Love Is Here To Stay - Tony Bennett & Diana Krall - My Way - Willie Nelson - Nat "King" Cole & Me - Gregory Porter - Standards (Deluxe) - Sea - The Music...The Mem'ries...The Magic! - Barbra Streissand |

Millor àlbum de pop vocal
| Guanyador/Guanyadora | Nominats/Nominades |
| -------------------- | --- |
|                      | - Camila - Camila Cabello - Meaning of Life - Kelly Clarkson - Sweetener - Ariana Grande - Shawn Mendes - Shawn Mendes - Beautiful Trauma - P!nk - Reputation - Taylor Swift |

### Dance/electrònica
Millor gravació dance
| Guanyadors/Guanyadores | Nominats/Nominades |
| ---------------------- | --- |
|                        | - «Northern Soul» - Above & Beyond ft. Richard Bedford - «Ultimatum» - Disclosure ft. Fatoumata Diawara - «Losing It» - Fisher - «Electricity» - Silk City & Dua Lipa ft. Diplo & Mark Ronson - «Ghost Voices» - Virtual Self |

Millor àlbum dance/electrònica
| Guanyador/Guanyadora | Nominats/Nominades                                                                                          |
| -------------------- | --- |
|                      | - Singularity - Jon Hopkins - Woman Worldwide - Justice - Treehouse - Sofi Tukker - Lune Rouge - TOKiMONSTA |

### Música contemporània instrumental
Millor àlbum contemporani instrumental
| Guanyadors/Guanyadores | Nominats/Nominades |
| ---------------------- | --- |
|                        | - The Emancipation Procrastination - Christian Scott aTunde Adjuah - Steve Gadd Band - Steve Gadd Band - Laid Black - Marcus Miller - Protocol 4 - Simon Phillips |

### Rock
Millor interpretació rock
| Guanyadors/Guanyadores | Nominats/Nominades |
| ---------------------- | --- |
|                        | - «Four Out of Five» - Artic Monkeys - «When Bad Does Good» - Chris Cornell - «Made An America» - THE FEVER 333 - «Highway Tune» - Greta Van Fleet - «Uncomfortable» - Halestorm |

Millor interpretació metal
| Guanyadors/Guanyadores | Nominats/Nominades |
| ---------------------- | --- |
|                        | - «Condemned To The Gallows» - Between the Buried and Me - «Honeycomb» - Deafheaven - «Electric Messiah» - High on Fire - «Betrayer» - Trivium - «On My Teeth» - Underoath |

Millor cançó de rock
| Guanyadors/Guanyadores | Nominats/Nominades |
| ---------------------- | --- |
|                        | - «Black Smoke Rising» - Greta Van Fleet - «Jumpsuit» - Twenty One Pilots - «Mantra» - Bring Me the Horizon - «Masseduction» - St. Vincent - «Rats» - Ghost |

Millor àlbum de rock
| Guanyadors/Guanyadores | Nominats/Nominades |
| ---------------------- | --- |
|                        | - Rainier Fog - Alice in Chains - M A N I A - Fall Out Boy - Prequelle - Ghost - From The Fires- Greta Van Fleet - Pacific Daydream - Weezer |

### Alternativa
Millor àlbum de música alternativa
| Guanyadors/Guanyadores | Nominats/Nominades |
| ---------------------- | --- |
|                        | - Tranquility Base Hotel & Casino - Artic Monkeys - Colors - Beck - Utopia - Björk - American Utopia- David Byrne - Masseduction - St. Vincent |

### R&B
Millor interpretació de R&B
| Guanyadors/Guanyadores | Nominats/Nominades |
| ---------------------- | --- |
|                        | - «Long As I Live» - Toni Braxton - «Summer» - The Carters (Beyoncé & Jay Z) - «Y O Y» - Lalah Hathaway - «Best Part» - H.E.R. ft. Daniel Caesar - «First Began» - PJ Morton |

Millor interpretació de R&B tradicional
| Guanyadors/Guanyadores | Nominats/Nominades |
| ---------------------- | --- |
|                        | - «Bet Ain't Worth The Hand» - Leon Bridges - «Don't Fall Apart On Me Tonight» - Bettye LaVette - «Honest» - MAJOR - «How Deep Is Your Love» - PJ Morton ft. Yebba - «Made For Love» - Charlie Wilson ft. Lalah Hathaway |

Millor cançó de R&B
| Guanyadors/Guanyadores | Nominats/Nominades |
| ---------------------- | --- |
|                        | - «Boo'd Up» - Ella Mai - «Come Through and Chill» - Miguel ft. J. Cole & Salaam Remi - «Feels Like Summer» - Childish Gambino - «Focus» - H.E.R. - «Long As I Live» - Toni Braxton |

Millor àlbum urbà contemporani
| Guanyadors/Guanyadores | Nominats/Nominades |
| ---------------------- | --- |
|                        | - Everything Is Love - The Carters (Beyoncé & Jay Z) - The Kids Are Alright - Chloe x Halle - Chris Dave And The Drumhedz - Chris Dave And The Drumhedz - War & Leisure- Miguel - Ventriloquism - Meshell Ndegeocello |

Millor àlbum de R&B
| Guanyador/Guanyadora | Nominats/Nominades |
| -------------------- | --- |
|                      | - Sex & Cigarettes - Toni Braxton - Good Thing" - Leon Bridges - Honestly - Lalah Hathaway - H.E.R.- H.E.R. - Gumbo Unplugged (Live) - PJ Morton |

### Rap
Millor interpretació de rap
| Guanyadors/Guanyadores | Nominats/Nominades |
| ---------------------- | --- |
|                        | - «Be Careful» - Cardi B - «Nice For What» - Drake - «King's Dead» - Kendrick Lamar, Jay Rock, Future & James Blake - «Bubblin» - Anderson Paak - «Sicko Mode» - Travis Scott, Drake, Big Hawk & Swae Lee |

Millor interpretació rap/cantada
| Guanyadors/Guanyadores | Nominats/Nominades |
| ---------------------- | --- |
|                        | - «Like I Do» - Christina Aguilera ft. Goldlink - «Pretty Little Fears» - 6lack ft. J. Cole - «This Is America» - Childish Gambino - «All The Stars» - Kendrick Lamar & SZA - «Rockstar» - Post Malone ft. 21 Savage |

Millor cançó de rap
| Guanyadors/Guanyadores | Nominats/Nominades |
| ---------------------- | --- |
|                        | - «God's Plan» - Drake - «King's Dead» - Kendrick Lamar, Jay Rock, Future & James Blake - «Lucky You» - Eminem ft. Joyner Lucas - «Sicko Mode» - Travis Scott, Drake, Big Hawk & Swae Lee - «Win» - Jay Rock |

Millor àlbum de rap
| Guanyador/Guanyadora | Nominats/Nominades |
| -------------------- | --- |
|                      | - Invasion of Privacy - Cardi B - Swimming - Mac Miller - Victory Lap - Nipsey Hussle - Daytona- Pusha T - Astroworld - Travis Scott |

### Country
Millor interpretació de country solista
| Guanyadors/Guanyadores | Nominats/Nominades |
| ---------------------- | --- |
|                        | - «Wouldn't It Be Great?» - Loretta Lynn - «Mona Lisas And Hatters» - Maren Morris - «Butterflies» - Kacey Musgraves - «Millionaire» - Chris Stapleton - «Parallel Line» - Keith Urban |

Millor interpretació de country duet o grup
| Guanyadors/Guanyadores | Nominats/Nominades |
| ---------------------- | --- |
|                        | - «Shoot Me Straight» - Brothers Osborne - «Tequila» - Dan + Shay - «When Someone Stops Loving You» - Little Big Town - «Dear Hate» - Maren Morris ft. Vince Gill - «Meant to Be» - Bebe Rexha & Florida Georgia Line |

Millor cançó de country
| Guanyadors/Guanyadores | Nominats/Nominades |
| ---------------------- | --- |
|                        | - «Break Up In The End» - Cole Swindell - «Dear Hate» - Maren Morris ft. Vince Gill - «I Lived It» - Blake Shelton - «Space Cowboy» - Kacey Musgraves - «Tequila» - Dan + Shay - «When Someone Stops Loving You» - Little Big Town |

Millor àlbum de country
| Guanyador/Guanyadora | Nominats/Nominades |
| -------------------- | --- |
|                      | - Unapologetically - Kelsea Ballerini - Port Saint Joe - Brothers Osborne - Girl Going Nowhere - Ashely McBryde - Golden Hour- Kacey Musgraves - From A Room: Volume 2 - Chris Stapleton |

### New-age
Millor àlbum de new-age
| Guanyadors/Guanyadores | Nominats/Nominades |
| ---------------------- | --- |
|                        | - Hiraeth - Lisa Gerrard & David Kuckhemann - Beloved - Snatam Kaur - Opium Moon - Opium Moon - Molecules Of Motion- Steve Roach - Moku Maluhia - Peaceful Island - Jim Kimo West |

### Jazz
Millor interpretació de jazz instrumental solista
| Guanyadors/Guanyadores | Nominats/Nominades |
| ---------------------- | --- |
|                        | - «Some Of That Sunshine» - Karrin Allyson - «Don't Fence Me In» - John Daversa Big Band ft. DACA Artist - «We See» - Fred Hersch, soloists - «De-Dah» - Brah Mehldau Trio - «Cadenas» - Miguel Zenón ft. Spektral Quartet |

Millor àlbum vocal de jazz
| Guanyadors/Guanyadores | Nominats/Nominades |
| ---------------------- | --- |
|                        | - My Mood Is You - Freddy Cole - The Questions - Kurt Elling - The Subject Tonight Is Love - Kate McGarry with Keith Ganz & Gary Versace - If You Really Want - Raul Midón with The Metropole Orkest Conducted By Vince Mendoza - The Window - Cécile McLorin Salvant |

Millor àlbum instrumental de jazz
| Guanyadors/Guanyadores | Nominats/Nominades |
| ---------------------- | --- |
|                        | - Diamond Cut - Tia Fuller - Live in Europe - Fred Hersch Trio - Seymour Reads The Constitutions - Brad Mehldau Trio - Still Dreaming- Joshua Redman, Ron Miles, Scott Colley & Brian Blade - Emanon - The Wayne Shorter Quartet |

Millor àlbum de jazz conjunt
| Guanyadors/Guanyadores | Nominats/Nominades |
| ---------------------- | --- |
|                        | - All About That Bassie - The Count Basie Orchestra Directed By Scott Barnhart - American Dreamers: Voices Of Hope, Music Of Freedom - John Daversa Big Band ft. DACA Artist - Presence - Orri Evans And The Captain Black Big Band - All Can Work- John Hollenbeck Large Ensamble - Barefoot Dances And Other Visions - Jim McNeely & The Frankfurt Radio Big Band |

Millor àlbum de jazz llatí
| Guanyadors/Guanyadores | Nominats/Nominades |
| ---------------------- | --- |
|                        | - Heart of Brazil - Eddie Daniels - Back To The Sunset - Dafnis Prieto Big Band - West Side Story Reimagined - Bobby Sanabria Multiverse Big Band - Cinque- Elio Villafranca - Yo Soy La Tradición - Miguel Zenón ft. Spektral Quartet |

### Gòspel/Música Cristiana Contemporània
Millor interpretació/cançó de gòspel
| Guanyadors/Guanyadores | Nominats/Nominades |
| ---------------------- | --- |
|                        | - «You Will Win» - Jekalyn Carr - «Won't He Do It» - Koryn Hawthorne - «Never Alone» - Tori Kelly ft. Kirk Franklin - «Cycles»- Jonathan McReynolds ft. DOE - «A Great Work» - Brian Courtney Wilson |

Millor cançó de música cristiana contemporània
| Guanyadors/Guanyadores | Nominats/Nominades |
| ---------------------- | --- |
|                        | - «Reckless Love» - Cory Asbury - «You Say» - Lauren Daigle - «Joy» - For King & Country - «Grace Got You»- MercyMe ft. John Reuben - «Known» - Tauren Wells |

Millor àlbum de gòspel
| Guanyadors/Guanyadores | Nominats/Nominades |
| ---------------------- | --- |
|                        | - One Nation Under God - Jekalyn Carr - Hiding Place - Tori Kelly - Make Room - Jonatan McReynolds - The Other Side- The Walls Group - A Great Work - Brian Courtney Wilson |

Millor àlbum de música cristiana contemporània
| Guanyadors/Guanyadores | Nominats/Nominades |
| ---------------------- | --- |
|                        | - Look Up Child - Lauren Daigle - Hallelujah Here Below - Elevation Worship - Living With A Fire - Jesus Culture - Surrounded- Michael W. Smith - Survivor: Live From Harding Prison - Zach Williams |

Millor àlbum d'arrels evangèliques
| Guanyadors/Guanyadores | Nominats/Nominades |
| ---------------------- | --- |
|                        | - Unexpected - Jason Crabb - Clear Skies - Ernie Haase & Signature Sound - Favorites: Revisited By Request - The Isaacs - Still Standing- The Martins - Love Love Love - Gordon Mote |